# Nông Sơn (huyện)
Nông Sơn là một huyện cũ thuộc tỉnh Quảng Nam, Việt Nam.

## Địa lý
Huyện Nông Sơn nằm ở trung tâm tỉnh Quảng Nam, có vị trí địa lý:
- Phía đông giáp huyện Quế Sơn
- Phía tây giáp huyện Nam Giang
- Phía nam giáp các huyện Hiệp Đức và Phước Sơn
- Phía bắc giáp các huyện Duy Xuyên và Đại Lộc.

Huyện Nông Sơn có diện tích 455,92 km², dân số năm 2019 là 26.678 người, mật độ dân số đạt 59 người/km². Cư dân chủ yếu là người Kinh, không có đồng bào dân tộc thiểu số.

## Lịch sử

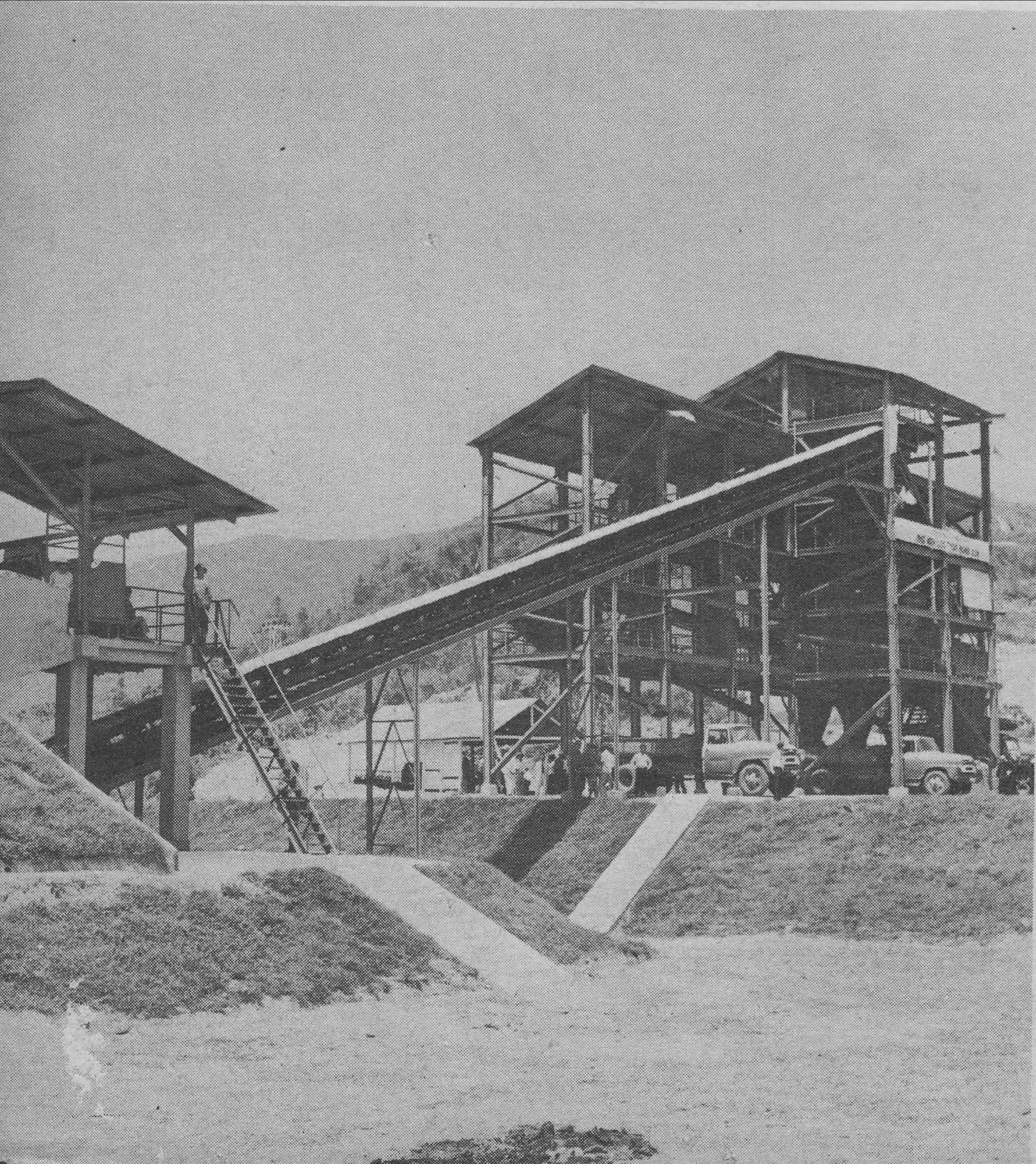
Mỏ than Nông Sơn năm 1961

Trước năm 1954, địa bàn huyện Nông Sơn nằm hoàn toàn trong huyện Quế Sơn, tỉnh Quảng Nam.
Năm 1958, các huyện đổi thành quận, địa bàn huyện Nông Sơn ngày nay thuộc quận Quế Sơn.
Ngày 31 tháng 7 năm 1962, chia tỉnh Quảng Nam ra làm 2 tỉnh Quảng Nam và Quảng Tín, địa bàn huyện Nông Sơn ngày nay thuộc quận Quế Sơn của tỉnh Quảng Nam.
Ngày 20 tháng 10 năm 1962, 6 xã Sơn Khương, Sơn Lợi, Sơn Ninh, Sơn Phúc, Sơn Thọ, Sơn Thuận của quận Quế Sơn, cùng với các xã vùng Tây của Duy Xuyên (Xuyên Phú, Xuyên Thu) và Đại Lộc (Lộc Quý, Lộc Sơn, Lộc Thành) được tách ra để lập quận mới Đức Dục thuộc tỉnh Quảng Nam, quận lỵ đặt tại An Hòa, Xuyên Thu. Địa bàn của huyện Nông Sơn ngày nay tương ứng với 6 xã Sơn Khương, Sơn Lợi, Sơn Ninh, Sơn Phúc, Sơn Thọ, Sơn Thuận của quận Đức Dục, tỉnh Quảng Nam.
Sau sự kiện 1975, địa bàn huyện Nông Sơn tương ứng với các xã Quế Lộc, Quế Phước của huyện Quế Sơn, tỉnh Quảng Nam - Đà Nẵng.
Ngày 23 tháng 9 năm 1981, Hội đồng Bộ trưởng ban hành quyết định số 79-HĐBT. Theo đó:
- Chia xã Quế Lộc thành 2 xã: Quế Lộc và Quế Trung
- Chia xã Quế Phước thành 3 xã: Quế Ninh, Quế Phước và Quế Lâm

Ngày 16 tháng 4 năm 1988, thành lập xã Quế Hội tại khu kinh tế mới Nà Lau.
Ngày 29 tháng 8 năm 1994, sáp nhập xã Quế Hội vào xã Quế Lâm.
Ngày 6 tháng 11 năm 1996, tỉnh Quảng Nam được tái lập, địa bàn huyện Nông Sơn ngày nay gồm các xã Quế Lâm, Quế Lộc, Quế Ninh, Quế Phước, Quế Trung của huyện Quế Sơn, thuộc tỉnh Quảng Nam.
Ngày 8 tháng 4 năm 2008, Chính phủ ban hành Nghị định số 42/2008/NĐ-CP. Theo đó:
- Thành lập xã Sơn Viên trên cơ sở điều chỉnh một phần xã Quế Lộc
- Thành lập xã Phước Ninh trên cơ sở điều chỉnh một phần xã Quế Phước và môt phần xã Quế Ninh
- Tách 7 xã: Phước Ninh, Quế Lâm, Quế Lộc, Quế Ninh, Quế Phước, Quế Trung và Sơn Viên thuộc huyện Quế Sơn để thành lập huyện Nông Sơn.

Khi mới thành lập, huyện có 7 xã nói trên. Huyện lỵ đặt tại xã Quế Trung.
Ngày 1 tháng 2 năm 2020, sáp nhập xã Quế Ninh và xã Quế Phước thành xã Ninh Phước.
Ngày 10 tháng 4 năm 2023, thành lập thị trấn Trung Phước, thị trấn huyện lỵ huyện Nông Sơn trên cơ sở toàn bộ diện tích và dân số của xã Quế Trung.
Đến cuối năm 2023, huyện Nông Sơn có 6 đơn vị hành chính cấp xã trực thuộc, bao gồm thị trấn Trung Phước và 5 xã: Ninh Phước, Phước Ninh, Quế Lâm, Quế Lộc, Sơn Viên.
Ngày 24 tháng 10 năm 2024, Ủy ban Thường vụ Quốc hội ban hành Nghị quyết số 1241/NQ-UBTVQH15 về việc sắp xếp đơn vị hành chính cấp huyện, cấp xã của tỉnh Quảng Nam giai đoạn 2023–2025 (nghị quyết có hiệu lực từ ngày 1 tháng 1 năm 2025). Theo đó, sáp nhập toàn bộ 471,64 km2 diện tích tự nhiên và quy mô dân số là 35.438 người của huyện Nông Sơn trở lại huyện Quế Sơn.

## Du lịch
- Đèo Le, suối nước nóng Tây Viên, làng Đại Bình, Hòn Kẽm Đá Dừng.